# 肇庆高新技术产业开发区
23°15′N 112°47′E / 23.250°N 112.783°E
肇庆高新技术产业开发区，是中华人民共和国广东省肇庆市下辖的一个经济开发区。现辖三榕园区和大旺园区，与大旺综合经济开发区合署办公。三榕园区面积9平方公里；大旺园区面积25平方公里，其前身为大旺农场。大旺农场1958年成立，后在1976年因为接收越南、印尼的华侨难民而改称为大旺华侨农场。

## 历史
高新区所在地大旺，原为省属国营大旺农场，成立于1958年；1978年因接收安置越南归难侨更名为大旺华侨农场，归口广东省华侨农场管理局管理，1988年划归肇庆市管理；1992年底设立大旺综合经济开发区，赋予县级行政和经济管理职能；2002年上半年，肇庆高新区从肇庆市区迁园大旺，赋予市级经济管理权限，实行一套班子三块牌子（大旺华侨农场、大旺综合经济开发区、肇庆高新区），并承担相应社会管理职能。2004年7月被省政府确定为广东省吸收外资重点工业园区和广东省山区吸收外资示范区；2008年8月竞得广东省首批示范性产业转移园；2010年9月成功升级为国家高新区；2011年8月被国家授予“全国模范劳动关系和谐工业园区”称号；2012年9月被认定为国家知识产权试点园区。

## 行政区划
肇庆高新技术产业开发区下辖以下地区：
城区社区、正隆社区、将军岗社区、龙湖社区和一村社区。